# Simon Travaglia
Simon Paul Travaglia (* November 1964 in Hamilton) ist der neuseeländische Autor der im Internet sehr bekannten BOFH-Geschichten. Bis 2008 war er an der University of Waikato in Hamilton, Neuseeland als ITS Infrastructure Manager beschäftigt.

## Bücher von Simon Travaglia
- The Bastard Operator From Hell (Plan Nine, ISBN 1-929462-17-4)
- Bastard Operator From Hell II: Son of the Bastard (Plan Nine, ISBN 1-929462-40-9)
- Bride of the Bastard Operator From Hell (Plan Nine, ISBN 1-929462-48-4)
- Dummy Mode Is Forever (Plan Nine, ISBN 1-929462-63-8)
- Dial "B" For Bastard (Plan Nine, ISBN 1-929462-94-8)